# Крајпуташ Николи Чолићу у Озрему
Крајпуташ Николи Чолићу у Озрему (општина Горњи Милановац) налази се на путу Горњи Милановац-Рајац, у непосредној близини села Бершићи. Подигнут је у помен Николи Чолићу, земљоделцу из Озрема и учеснику Јаворског рата, који је погинуо у бици на Шуматовцу 20. августа 1876. године.

## Опис споменика
Крајпуташ припада ретком типу споменика „дволика” какви су крајем 19. века подизани палим борцима Јаворског рата у рудничко-таковском крају. На њима је покојник је приказиван у два вида – као војник и као цивил. Споменик је израдио каменорезац Јован Томић из Врнчана, кога помиње Феликс Каниц у првој књизи Србија, земља и становништво.
Крајпуташ је исклесан од бранетићског камена нешто финије текстуре, али прожетог комадима крупног шљунка. Споменик је у облику је стуба димензија 190х42х31 cm. Могуће је да је некада био знатно виши, јер је на темену усклесано карактеристично правоугаоно испупчење за углављивање „капе”. У добром је стању, осим што је прекривен лишајевима и има неколико оштећења овалног облика. На дубљим урезима још увек се могу назрети трагови првобитне полихромије. У скорије време постављен је на бетонски парапет.
Споменик је у односу на пут постављен тако да има две предње стране, у зависности одакле се долази. Покојник је на споменику присутан двојно – на источној страни као војник, а на западној као цивил. На северном боку приказани су бајонет и винова лоза, док је на наспрамној страни уклесан декоративан крст испод кога је натпис.
Никола Чолић као војник приказан је у ставу мирно, руку приљубљених уз тело.  Око главе, у форми ореола, лучно је уклесан натпис: НИКОЛА ЧОЛИЋ 1876. Лице му је безизражајно. Одевен је у копоран високог оковратника, припасан опасачем. Детаљи униформе само су плитко назначени. Чакшире су упасане у чизме. На глави има плитку капу, а на грудима орден. Статичност приказа донекле је разбијена тиме што су ноге (обе приказане у профилу и окренуте на исту страну) мало савијене у коленима, чиме је наговештен покрет.
И на супротној, западној страни, око главе је уклесано: НИКОЛА ЧОЛИЋ 1876. Покојник је овде приказан у гиздавој народној ношњи. Став тела је веома сличан, осим што он овде десну руку држи положену на груди. Одевен је у дугу кошуљу опасану појасом с кога виси мали бодеж, антерију, фермен и дизлуке, све богато украшено везеним гајтанима. Лице красе "кицошки" бркови. На глави носи мали шешир савијеног обода, који се у то време на селу ретко сретао.
Са западне стране, у врху стуба, приказана су два анђела, а на истој позицији са супротне стране два кружна орнамента са симболиком соларног точка. На бочним странама приказана је уобичајена споменичка тематика: на северној изувијана винова лоза, а јужној декоративан „удвојени” крст на постољу.
При дну споменика уклесан је урез нејасног значења: 193 СЛО 5#. Претпоставља се да се ово односи на број слова уклесаних на споменику.

## Епитаф
Текст епитафа, уклесан у 22 реда, гласи:
ОВАЈ
СПОМЕН
ПОКАЗУЈЕ
ВОЈНИКА I
КЛАСЕ НИКО
ЛУ ЧОЛИЋА
ИЗ ОЗРЕМА
КОЈИ ПОЖИВИ
33 Г. А ПОГИ
БЕ НА ШУМА
ТОВЦУ БО
РЕЋИ СЕ ПРО
ТИВУ ТУРА
КА 20. АВ
ГУСТА 1876.
СПОМЕН
ПОДИЖЕ МУ
СИН МИЛОВАН
И ЖЕНА ЈЕЛА
25. АПРИЛА
1880. Г.